# أديم
أديم (بالإنجليزية: Adim)‏ في الميثولوجيا المصرية، هو ملك مصري قديم، وهو ابن بوداشير. حكم بعد الفيضان الكبير، وكان بالسر يستشير روح والده الحكيم التي تعيش تحت قصره. ويُقال إنه أوَّل مَن أقام نصبًا لتقطير المياه العذبة من مياه البحر في كهف ضخم وعميق.